# 유엔 아프리카 경제 위원회

유엔 아프리카 경제 위원회(United Nations Economic Commission for Africa, UNECA)는 회원국의 경제·사회적 발전 증진과 아프리카 개발을 위한 역내 협력 강화를 목적으로 1958년에 유엔 산하기구로 창립되어 아프리카 지역의 경제개발을 돕는 일을 하고 있으며, 에티오피아의 아디스아바바에 위치하고 있다. 유엔 경제 사회 이사회(ECOSOC)의 산하기관이며, 회원국은 53개국이다.

## 주요 업무
- AUC(African Union Commission)의 지역적 통합 의제의 실행을 위한 프로젝트 조사와 정책 분석 지원.
- 새천년 개발목표의 달성을 통한 아프리카 지역의 도전 과제 성취.

## 같이 보기
- 유엔 체계